# District Kirovski (Noord-Ossetië)
District Kirovski (Noord-Ossetië) (Russisch: Ки́ровский райо́н) is een district in het midden van de Russische autonome republiek Noord-Ossetië. Het district heeft een oppervlakte van 360 vierkante kilometer en een inwonertal van 27.807 in 2010. Het administratieve centrum bevindt zich in Elkhotovo.
Bestuurlijk centrum: Vladikavkaz

Steden: Alagir · Ardon · Beslan · Digora · Mozdok

Districten: Alagirski · Ardonski · Digorski · Irafski · Kirovski · Mozdokski · Pravoberezjni · Prigorodni